# Fiff (district)
Fiff est l'un des districts de la sous-préfecture de Sansalé, situé dans la préfecture de Boké en république de Guinée.

## Géographie

### Démographie
- En 2014, le district comptait 1 899 habitants selon les RGPH 2014[2].